# Hus i helvete (film)
Hus i helvete är en svensk dramafilm från 2002 med regi och manus av Susan Taslimi. I rollerna ses bland andra Melinda Kinnaman, Caroline Rauf och Hassan Brijany.

## Om filmen
Filmen spelades in med Anita Oxburgh som producent och Robert Nordström som fotograf. Den klipptes av Lasse Summanen och premiärvisades den 26 januari 2002 på Göteborgs filmfestival. Biopremiär hade den 1 februari samma år på flera biografer runt om i Sverige. Dialogen i filmen är på engelska, svenska och persiska och musiken skrevs av Ale Möller.
Hus i helvete fick motta flera priser. Vid Göteborgs filmfestival och vid en filmfestival i Montréal (båda 2002) blev filmen hedersomnämnd. Året efter belönades den med pris för bästa långfilm vid en festival i Brooklyn och 2004 fick den ett speciellt omnämnande vid en filmfestival i Milano.

## Handling
Minoo återvänder till sin familj i Sverige för att närvara på sin syster Gitas bröllop. Hennes mor och far anser att hon har skämt ut familjen då hon arbetat som strippa.

## Rollista
- Melinda Kinnaman – Minoo
- Caroline Rauf – Nana, Minoos mamma
- Hassan Brijany – Serbandi, Minoos pappa
- Meliz Karlge – Gita, Minoos syster
- Dennis Önder – Fani, Gitas fästman
- Bibbi Azizi – Minoos farmor
- Omid Mottaghi – Sami, Minoos bror
- Ola Norell – Pontus
- Sunil Munshi – Bijou, frisör
- Björn Söderbäck – Leif, symaskinsreparatör
- Mahin Rahimzadeh – Sussie
- Adam Duvheim-Bruce – Baboo
- Roberto Gonzalez – Vovolis
- Kemal Görgü – Karim, mannen i rullstol
- Annelie Hedin – Baboos mamma
- Michael Flessas – videomannen
- Deniz Merdol – en i gänget vid kiosken
- Selda Eugin – en i gänget vid kiosken
- Anna Thiam – en i gänget vid kiosken
- Natalie Söderqvist – en i gänget vid kiosken
- Amir Mottaghi	– en i gänget vid kiosken
- Antonello Motta – en i gänget vid kiosken
- Martin Sjöberg – en i gänget vid kiosken
- Ellinor Reutland – gymnastiserande dam
- Francine Finer – kund i frisersalongen
- Maria Heiskanen – kund i frisersalongen
- Thomas Nordin	– kund i frisersalongen
- Yvonne Rock – kund i frisersalongen
- Edip Akinci – medlem i bröllopsorkestern
- Rasul Ismael Govand – medlem i bröllopsorkestern
- Ale Möller – medlem i bröllopsorkestern
- Ahmet Tekbilek – medlem i Bröllopsorkestern